# Juni Mauricià
Juni Mauricià (en llatí Junius Mauricianus) va ser un jurista romà al que l'Índex florentí atribueix sis llibres titulats Ad leges, sobre les lleis Julia et Papia Poppaea.
Se'l situa escrivint aquesta obra durant el regnat d'Antoní Pius (138-161). El Digest menciona una obra de Mauriciá, que no es troba a l'Índex Florentí, amb el nom De Poenis. També va escriure algunes notes sobre Julià. En alguns manuscrits apareix com Martianus o Marcianus i no Mauricianus. És citat per altres juristes, i el Digest recull quatre extractes de les seves obres.